# Катастрофа УБ-3 под Краснодаром
В воскресенье 12 марта 1944 года под Краснодаром при выполнении учебного полёта потерпел катастрофу УБ-3 (учебный вариант бомбардировщика «Бостон»), в результате чего погибли 2 человека.

## Катастрофа
В данный день в 227 бомбардировочном авиаполку (227 БАП) на военном аэродроме в районе Краснодара проводились учебно-тренировочные полёты, в которых молодые лётчики отрабатывали полёты строем. Помимо этого, проверялась техника пилотирования командира авиаэскадрильи — капитана П. И. Шепелева, который до этого два месяца болел. Шепелев летел в экипаже командира авиаполка майора И. К. Боронина (Герой Советского Союза) и воздушного стрелка — старшего сержанта А. Н. Бессарабова.
В 15:30 с аэродрома на УБ-3 взлетел экипаж Боронина, а следом за ним экипаж младшего лейтенанта Ефремова, который, выполнив второй разворот, вскоре присоединился к Боронину. Отрабатывая полёт строем, самолёты спаркой совершили два круга вокруг аэродрома. Далее строй был распущен, после чего экипаж Ефремова ушёл на посадку, а экипаж Боронина направился в зону пилотирования, расположенную в 3—4 километрах восточнее аэродрома, где пилотаж проводился на высоте 700—800 метров. Экипаж выполнил вираж под облаками, а затем вошёл в них, где продолжил пилотирование.
Спустя 10 минут УБ-3 вышел из облаков на высоте 600—700 метров уже с дымящимся левым двигателем. На высоте около 500—600 метров экипаж совершил поворот и лёг на курс к аэродрому. Когда самолёт снизился до 100—150 метров, левый дымящийся двигатель загорелся. В 10—15 метрах от земли УБ-3 развернулся на 90°, вышел из виража на высоте 5—10 метров, а затем врезался в землю и взорвался. Прибежавшие к месту катастрофы лейтенант В. М. Диченко, старший сержант П. Г. Булушев и младший лейтенант Астякин обнаружили лежащего возле разбитого самолёта Боронина, а также извлекли из обломков Шепелева и Бессарабова. В результате катастрофы Боронин и Бессарабов погибли, а Шепелев получил тяжёлые ранения.

## Причины
Причиной катастрофы был назван пожар левого двигателя. Ранее уже имели место несколько аналогичных катастроф, когда на самолётах ещё на линии фронта возникали пожары, в результате чего даже погибли два экипажа. После гибели Боронина и Бессарабова эту причину удалось установить — при вибрации от работы двигателя трескалось жёсткое соединение бензопровода, а затем вытекшее горючее попадало на горячий двигатель и в итоге воспламенялось. С. В. Яцковский высказал в 1985 году в своей статье о Боронине точку зрения, что Боронин специально испытывал двигатель на различных режимах полета с целью установить причины частых возгораний.